# 재현 (예술)
재현(再現 , representation)은 어떠한 것을 모사하여 다시 나타내는 것을 말하는 예술 용어이다.
재현은 다른 것을 대신하는 기호(표식)를 사용하는 것이다. 사람들이 요소에 이름을 부여하는 행위를 통해 세계와 현실을 구성하는 것은 재현을 통해서이다. 기호는 의미 구조를 형성하고 관계를 표현하기 위해 배열된다.
고대와 현대를 막론하고 많은 철학자들에게 인간은 "표상적 동물" 또는 상징적 동물로 간주되며, 기호의 창조와 조작이 특징인 생물, 즉 어떤 것을 대체하는 사물로 간주된다.
재현은 미학(예술) 및 기호학(기호)과 연관되어 왔다.
'재현'이라는 용어는 다양한 의미와 해석을 수반한다. 문학이론에서 '재현'은 흔히 세 가지 방식으로 정의된다.
1. 유사하거나 닮은 것
2. 무언가나 누군가를 대신하는 것
3. 다시 표현하는 것

재현에 대한 성찰은 플라톤과 아리스토텔레스 사상의 초기 문학 이론에서 시작되어 언어, 소쉬르, 커뮤니케이션 연구의 중요한 구성 요소로 발전했다.

## 같이 보기
- 문화이론
- 구상 미술
- 미메시스
- 회화
- 표제 음악
- 사실주의
- 상징
- 서양화
- 예술품
- 개념 미술